# Kultur.Region.Niederösterreich
Die Kultur.Region.Niederösterreich ist die Dachorganisation kultureller Einrichtungen im österreichischen Bundesland Niederösterreich.

## Aufgaben und Ziele
Die gemeinnützige GmbH mit Sitz in St. Pölten wurde 2007 gegründet. Gesellschafter ist die Kultur.Region.Niederösterreich Privatstiftung. Zu den Aufgaben der Kultur.Region.Niederösterreich zählen die finanzielle und administrative Abwicklung der Fördermittelvergabe für das Land Niederösterreich in den Bereichen Musikschulwesen, Volkskultur, Chorszene, Museen und Sammlungen, die Beratung und Kulturvermittlung in den genannten Bereichen, die Durchführung von Konzerten, Festivals und sonstigen Veranstaltungen, die Herausgabe von Publikationen und Tonträgern. Ziel der Kultur.Region.Niederösterreich ist angewandte Kulturarbeit, Kulturvermittlung und Kulturförderung jeglicher Art und regionale Kultur auf höchstem Niveau zu bieten und Niederösterreich als offenes und modernes Kulturland zu präsentieren. Mit 1. Juli 2018 wurde Martin Lammerhuber zum alleinigen Geschäftsführer der Kultur.Region.Niederösterreich bestellt. Vorsitzender des Aufsichtsrates ist Erwin Pröll.

### Kulturfreundlichste Gemeinde
Seit 2017 verleiht die Organisation den Titel Kulturfreundlichste Gemeinde pro Bezirk.
| Bezirk                 | 2019                               | 2018                         | 2017                        |
| ---------------------- | ---------------------------------- | ---------------------------- | --------------------------- |
| Amstetten              | Amstetten                          | Haag                         | St. Peter in der Au         |
| Baden                  | Baden                              | Altenmarkt an der Triesting  | Altenmarkt an der Triesting |
| Bruck an der Leitha    | Petronell-Carnuntum                | Mannersdorf am Leithagebirge | Hainburg an der Donau       |
| Gänserndorf            | Deutsch-Wagram und Groß-Enzersdorf | Orth an der Donau            | Gänserndorf                 |
| Gmünd                  | Litschau                           | Litschau                     | Litschau                    |
| Hollabrunn             | Retz                               | Hollabrunn                   | Retz                        |
| Horn                   | Horn                               | Horn                         | Röschitz                    |
| Korneuburg             | Leobendorf                         | Korneuburg                   | Sierndorf                   |
| Krems                  | Gedersdorf                         | Gföhl                        | Langenlois                  |
| Lilienfeld             | Hainfeld                           | Hainfeld                     | Lilienfeld                  |
| Melk                   | Melk                               | Melk                         | Ybbs an der Donau           |
| Mistelbach             | Wolkersdorf                        | Poysdorf                     | Poysdorf                    |
| Mödling                | Perchtoldsdorf                     | Wiener Neudorf               | Mödling                     |
| Neunkirchen            | Ternitz                            | Neunkirchen                  | Pitten                      |
| Scheibbs               | Scheibbs                           | Reinsberg                    | Reinsberg                   |
| St. Pölten             | Neulengbach                        | Neulengbach                  | Rabenstein an der Pielach   |
| Tulln                  | Fels am Wagram                     | Fels am Wagram               | Klosterneuburg              |
| Waidhofen an der Thaya | Raabs an der Thaya                 | Dobersberg                   | Waidhofen an der Thaya      |
| Wiener Neustadt        | Bad Erlach                         | Gutenstein                   | Lichtenwörth                |
| Zwettl                 | Zwettl                             | Rappottenstein               | Zwettl                      |
|                        |                                    |                              |                             |
| Sonderpreis            |                                    |                              | Waidhofen an der Ybbs       |

## Tochterunternehmen
Die Dachorganisation übernimmt Aufgaben wie Strategie, Steuerung und Planung, Personalistik, Controlling und alle diesbezüglichen rechtlichen Angelegenheiten für alle Tochtergesellschaften wahr. Die operativen Aufgaben werden von den Tochtergesellschaften erfüllt.
- Die Volkskultur Niederösterreich GmbH mit den Standorten Haus der Regionen in Krems, Brandlhof in Radlbrunn und dem NÖ Volksliedarchiv in St. Pölten ist zum einen in der direkten regionalen Kulturarbeit und Kulturvermittlung tätig, veranstaltet Festivals und übernimmt die finanzielle und administrative Abwicklung der Fördermittelvergabe für Projekte im Bereich Volkskultur und Chorwesen für das Land Niederösterreich.  Die Chorszene Niederösterreich stellt eine Plattform für das Chor- und Ensemblesingen in Niederösterreich dar. Schwerpunkte sind die Chorleiterausbildung in allen Regionen, die Herausgabe von Fachliteratur und Tonträgern, die Gestaltung der 14-täglichen Sendung „vielstimmig“ auf Radio Niederösterreich und die qualitätsorientierte Entwicklung der Vokalmusik.

- Die MKM Musik & Kunst Schulen Management NÖ GmbH mit Firmensitz in St. Pölten ist auf Grundlage eines Vertrages mit dem Land Niederösterreich mit Aufgaben in den Bereichen Musikschulförderung und Musikschulpädagogik betraut. Dazu gehören die Mitwirkung an der Erstellung des Musikschulplans, die Beratung der Musikschulen, die Durchführung spezieller Wettbewerbe wie „Prima La Musica“, pädagogisch künstlerische Weiterentwicklung der Musikausbildung in Niederösterreich. Im Schuljahr 2023/24 werden 65 Kreativkademien an 27 Standorten und sechs Sparten angeboten (Malakademie, Schauspielakademie, Schreibakademie, Musicalakademie, Filmakademie, Fotoakademie) und sorgen damit für die außerschulische kreative und musische Bildung von Kindern und Jugendlichen.

- Die Museumsmanagement Niederösterreich GmbH mit dem Bürostandort St. Pölten dokumentiert und vernetzt die Museen, Sammlungen, Ausstellungshäuser, Gedenkstätten und Themenwege in Niederösterreich. Umfangreiche Serviceleistungen und Fortbildungsangebote sowie die administrative Abwicklung der Museumsförderung des Landes Niederösterreich zählen zu den Aufgaben. Angeschlossen sind die Fachbereiche "Heimat & Identität" (Regional- und Heimatforschung), Klein- und Flurdenkmäler sowie Volkskunde / Europäische Ethnologie.

- BhW Niederösterreich GmbH („Bildung hat Wert“, ehemals „Bildungs- und Heimatwerk Niederösterreich“) mit den Aufgaben Betreuung, Servicierung und Förderung der BhW-Bildungswerke und der sonstigen BhW-Mitglieder. Entwicklung von Bildungsangeboten zur Förderung einer neuen Beziehungs- und Lernkultur in Niederösterreichs Gemeinden. Geschäftsfelder: Support Ehrenamt, Basisbildung Niederösterreich, BhW barrierefrei, Bildungs- und Berufsberatung, Jugendcoaching für NÖ. Gemeinden.

- Ziel der Kulturvernetzung NÖ ist die Förderung des regionalen Kunst- und Kulturgeschehens in all seinen Ausprägungen. Sie will die kulturelle Vielfalt stärken und räumt dabei ausdrücklich den dezentralen Strukturen, den regionalen Besonderheiten und den lokalen Highlights einen wesentlichen Stellenwert ein. Darüber hinaus wickelt die Kulturvernetzung eigene Projekte und Programme ab. Am öffentlichkeitswirksamsten sind das Viertelfestival NÖ, die NÖ Tage der offenen Ateliers sowie das Jugendkultur-Förderprogramm come on.

## Standorte

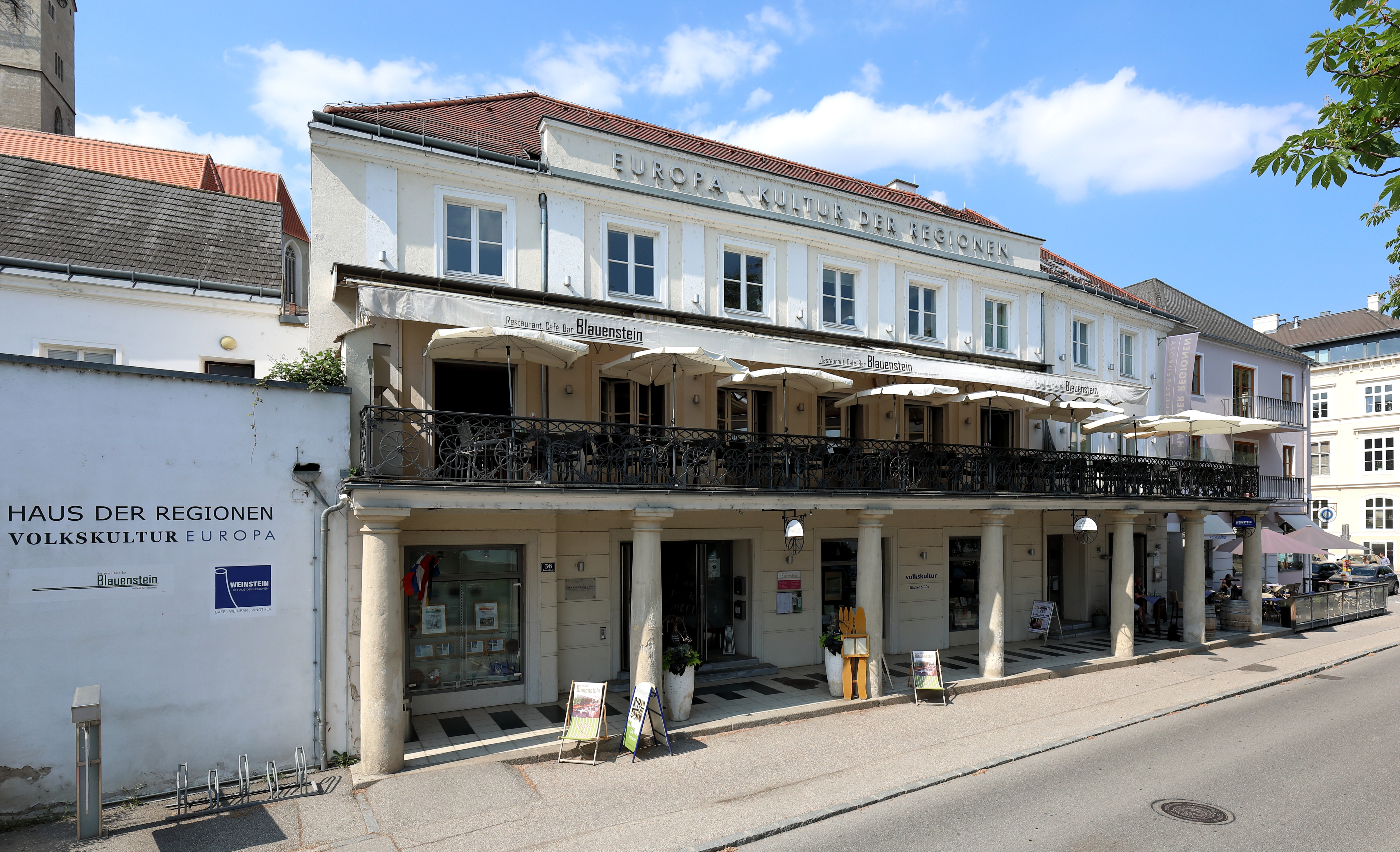
Haus der Regionen in Stein an der Donau (Krems)

- Schubertschloss Atzenbrugg
- Haus der Regionen Krems
- Brandlhof Radlbrunn
- Neue Herrengasse 10, St. Pölten
- Hypogasse 1, St. Pölten
- Linzer Straße 7, St. Pölten

## Belege
1. 1 2  Wechsel bei "Kultur.Region.Niederösterreich". auf ORF Niederösterreich. 28. Juni 2018. Abgerufen am 6. Juli 2018
2. ↑  Dorothea Draxler. Österreich 1 ehemals im Original (nicht mehr online verfügbar)
3. ↑  Impressum der Website von Kultur.Region.Niederösterreich, abgerufen am 2. November 2018
4. ↑  Regionales Kulturangebot wird ausgebaut. ORF Niederösterreich, 21. November 2017, abgerufen am 19. Dezember 2017.